# Mesocricotopus loticus
Mesocricotopus loticus är en tvåvingeart som beskrevs av Caldwell 1996. Mesocricotopus loticus ingår i släktet Mesocricotopus och familjen fjädermyggor. Inga underarter finns listade i Catalogue of Life.